# Sandy Carmichael
Sandy Carmichael (ur. 2 lutego 1944 w Glasgow, zm. 27 października 2021) – szkocki rugbysta grający na pozycji filara młyna, reprezentant kraju, pierwszy Szkot, który osiągnął liczbę pięćdziesięciu testmeczów, trener.

## Kariera sportowa
Uczęszczał do Belmont, a następnie do Loretto School w Musselburgh. Podczas nauki przez dwa lata występował w pierwszej drużynie tej szkoły, początkowo w trzeciej linii młyna, otrzymując powołanie do szkockiej reprezentacji na odwołany ostatecznie mecz z angielskimi rówieśnikami. Z sukcesami uprawiał wówczas także hokej (uczestnicząc w sprawdzianach kadry narodowej) oraz lekkoatletykę, zdobywając medale w juniorskich mistrzostwach kraju i ustanawiając rekord w pchnięciu kulą. Występował także w Highland games.
W latach 1962–1978 związany był z klubem West of Scotland, zaś od 1964 roku grał dla regionalnej drużyny Glasgow District (poprzednika Glasgow Warriors), wygrywając z nią dwukrotnie ogólnoszkockie mistrzostwa.
W latach 1967–1978 rozegrał pięćdziesiąt testmeczów dla szkockiej reprezentacji, będąc pierwszym zawodnikiem, który osiągnął tę barierę.
Wystąpił w szesnastu spotkaniach British and Irish Lions podczas tournée w 1971 i 1974, jednak w żadnym testmeczu. Podczas pierwszej wyprawy będąc faworytem do składu na mecze międzynarodowe z All Blacks musiał przedwcześnie powrócić do kraju z powodu uszkodzeń twarzy, którego doznał podczas brutalnego pojedynku z Canterbury; trzy lata później zagrał natomiast w dziesięciu meczach w Afryce południowej. Przez dekadę dwudziestokrotnie zagrał też dla Barbarians, w tym także w meczu z Nową Zelandią w 1973 roku.
Po zakończeniu kariery sportowej trenował zespół West of Scotland, a także zaangażował się w szkolenie drużyn kobiet, zarówno na poziomie klubowym, jak i reprezentacyjnym.

## Varia
- Urodzony w rodzinie Davida, księgowego i radnego, oraz Jessie; dwóch braci – David i Peter. Jego dziadkiem był Alexander Bennett, gracz Celtic i Rangers, jedenastokrotny reprezentant Szkocji w piłce nożnej[1][2].
- W 1977 roku został Kawalerią Orderu Imperium Brytyjskiego[8].
- Został przyjęty do hali sław szkockiego rugby w inauguracyjnej edycji w 2010 roku[1][9][10].
- Prowadził w Glasgow firmę wynajmującą sprzęt budowlany. Dwukrotnie żonaty, czwórka dzieci: z Avril – Trevor i Melanie; następnie z Alison – Ruairidh i Rhona[2][11].